# Gradac (gmina Sjenica)
Gradac (cyr. Градац) – wieś w Serbii, w okręgu zlatiborskim, w gminie Sjenica. W 2011 roku liczyła 90 mieszkańców.